# Pegazulejo
Un pegazulejo es un adhesivo base cemento que se utiliza para pegar losetas, azulejos y cerámicos a diferentes superficies, generalmente concreto o prefabricados como aluminio o tablaroca.
Contiene además de cemento, resinas y aditivos que ayudan a conseguir una máxima adherencia sobre la superficie donde es aplicado. Su presentación es en modalidad polvo, empacada en sacos de 20 kg. Se mezcla con agua hasta obtener una pasta que se colocará en el sustrato para proceder al pegado del azulejo, se puede comprobar si la adherencia es la adecuada al colocar una de las piezas en la pasta y volverla a retirar para cerciorarse de que la pieza ha sido cubierta de pegazulejo en su totalidad. 
si se desea una mayor adherencia se puede aplicar un adhesivo especial para pegazulejos.
En Venezuela se le suele llamar pego por el fenómeno de marca vulgarizada.

## Maneras de preparar un pegazulejo
Existen diversas maneras para la mezcla de un pegazulejo, puede variar dependiendo la cantidad y para que tipo de obra se está trabajando, si es en una edificación grande, se usa un agitador eléctrico o un neumático de baja velocidad, para optimizar los tiempos de aplicación, si es para una obra pequeña puede mezclarse manualmente en un recipiente limpio y seco.
además es importante utilizarse en superficies secas

## Preparación de la superficie
- La superficie debe estar nivelada, limpia, libre de polvo, grasa o material que impida la adherencia del pegazulejo.
- La superficie debe humedecerse sin dejar encharcamientos.
- En caso de superficies irregulares se debe nivelar previamente con un material adecuado.
- Si es una superficie con mucho movimiento, usar un adhesivo de cerámicos base acrílico.

## Recomendaciones
En la instalación del azulejo, loseta o cerámico se recomienda usar guantes y lentes protectores, también es importante seguir las instrucciones del fabricante al momento de preparar la mezcla, no añadir otros materiales ni exceder la cantidad de agua con el fin de hacer rendir más el producto ya que de esta manera lo único que se conseguirá será alterar las propiedades de adhesión y resistencia que ofrece evitando su buen desempeño. 
- Datos: Q6070808